# Sociedad de la Doble Hoja
La Sociedad de la Doble Hoja (双葉会(陸軍), Futabakai) fue una sociedad secreta militar japonesa de la década de 1920.
El Futabakai fue una de las muchas sociedades secretas ultranacionalistas que surgieron dentro del ejército japonés, desde el período Meiji hasta la Segunda Guerra Mundial. El Futabakai consistía principalmente en oficiales de nivel medio (Coroneles y Mayores) que se habían graduado de la Academia del Ejército Imperial Japonés entre 1907–1916, quienes ahora encontraban sus posibilidades de ascender al rango de General muy escasas debido a la dominación de los rangos superiores de los militares por oficiales del antiguo Dominio de Chōshū. Aunque inicialmente se fundó para purgar los elementos "corruptos" del Ejército Imperial Japonés, más tarde se asoció con cuestiones de política exterior e influyó en los escritos de Ikki Kita y Okawa Shumei.
Este histórico Futabakai no tiene conexión con la moderna organización yakuza con sede en Fukuoka.